# قرار مجلس الأمن التابع للأمم المتحدة رقم 167
قرار مجلس الأمن التابع للأمم المتحدة رقم 167، الذي اعتمد في 25 أكتوبر 1961، وبعد النظر في طلب الجمهورية الإسلامية الموريتانية للعضوية في الأمم المتحدة، أوصى المجلس الجمعية العامة بقبول الجمهورية الإسلامية الموريتانية.
تمت الموافقة على القرار بتسعة أصوات مؤيدة، وواحدة ضد من الجمهورية العربية المتحدة؛ وامتنع الاتحاد السوفيتي.